# Feira da Fantasia
Fantasy Fair (em português: Feira da Fantasia) também conhecida como FanFair, é uma conferência anual transgênero iniciada em 1975, por membros do The Cherrystones, para travestis, transgéneros inicialmente organizada por "Outreach Institute for Gender Studies", ocorrendo em outubro na Provincetown, Massachusetts, uma vila portuguesa de pescadores e, vila turística majoritariamente de gays e lésbicas no Cabo Cod. Considerada a conferência transgênero mais antiga nos Estados Unidos onde os participantes experimentam identidades e apresentações de papéis de gênero em uma comunidade afirmativa. O objetivo da conferência é criar um espaço seguro, para que possam interagir com seus pares e defender seus direitos: travestis, transgêneros, transexuais e, pessoas de gênero não-binário. Apoiando os cônjuges, familiares e aliados.
Em novembro de 1980 o evento relatado no artigo de D. Keith Mano na revista Playboy, sendo destaque nos anos seguintes.
No início em 1975, a conferência acontecia durante dez dias de duração e era considerado um evento para travestis heterossexuais. A maioria da programação concentrava-se na apresentação pessoa. Na década de 1990, no entanto, a natureza dos participantes foi mais diversificada, incluindo também homens e mulheres trans, pessoas queer de todas as orientações sexuais. Desde o ano 2000, a conferência é promovida pela ong Real Life Experiences, que premia anualmente os pioneiros transgêneros em um banquete realizado durante a Feira.
Documentos sobre Fantasy Fair estão arquivados na Coleção Rikki Swin nos Arquivos Transgêneros da Universidade de Victoria, na Coleção Joseph A. Labadie na Universidade de Michigan em Ann Arbor, e online em o Arquivo Digital de Transgêneros.

## Eventos
A FanFair oferece uma mistura de atividades, que incluem: almoços, banquetes de premiação, palestras, oficinas sobre tópicos como dança, mudança de gênero, identidade, construção de comunidades, questões legais e médicas e uso de pronomes. Oficinas de cosmética, cirurgias de cabelo, maquiagem, vestuário, voz e confirmação de gênero são oferecidas para quem desejar. Muitos dos eventos acontecem no restaurante, bar com discoteca Crown and Anchor, desfile de moda noturna e um show de talentos Fair Follies. Mas a Fantasy Fair abrange toda a cidade, com passeios como observação de baleias, em dunas e caminhadas históricas. A Casa de Encontro Unitária Universalista de Provincetown (do inglês: Unitarian Universalist Meeting House of Provincetown) realiza um serviço especial trans-inclusivo no último dia.

## Promoção
Em seus primeiros anos, a promoção da Fantasy Fair foi, às vezes, difícil, devido à atitude discriminatória e às leis em torno do transexualidade, travestismo e transgenerismo. A promoção foi realizada de várias formas: com envios de panfletos, folhetos enviados para as casas dos participantes anteriores, e boletins enviados em abril, junho e setembro, artigos publicados, rreuniões de orientação também foram utilizadas para divulgação. Houve períodos de correspondência via correio durante os períodos de reserva, consulta e inscrição, nos quais os participantes e potenciais participantes puderam fazer perguntas aos funcionários. Havia também um quadro de avisos central e um centro de mensagens. Durante a Feira, os anúncios foram postados em locais convenientes em toda Provincetown. Por fim, uma das ferramentas mais importantes de comunicação e divulgação em roda de conversas envolvendo fatos, boatos e opiniões sobre a Feira entre os participantes.
Hoje, a FanFairr mantém um site e presença nas redes sociais. As brochuras são distribuídas ao longo do ano. Um boletim diário acompanha as mudanças de última hora na programação complexa.

## História

### 1975
A FanFair fundada em 1975 por Betsy Shaw, Ari Kane, Betty Ann Lind e Linda Franklin e, outros membros do The Cherrystones Club, um grupo de apoio ao trans com sede em Boston. A partir da necessidade de todos os tipos aprenderem sobre si mesmas, para se sentirem menos isoladas na sociedade por causa de sua identidade de gênero. Uma vez que Provincetown foi selecionada como o local oficial, os fundadores trabalharam com imitadores do sexo feminino da cidade de Massachusetts, alguns médicos do Cabo Cod e alguns consultores de cosméticos para estabelecer a primeira Fantasy Fair. Foram cerca de 40 participantes no primeiro ano.

### 1976
A segunda edição ocorreu em outubro de 1976. Coordenada por Ari Kane, oferecendo muitos eventos, que incluíram cursos de moda e beleza, o Ages of Fashion Ball, banquete de premiação, festival de cinema, desfile de moda, a Foundation Boutique, jogo de vôlei e, exposições. Além desses, a conferência de 1976 foi a primeira a oferecer um curso específico para esposas e namoradas de transgêneros e transexuais, com o objetivo de promover relacionamentos saudáveis e aumentar o apoio. A edição de 1976 também foi a primeira a oferecer oportunidades de trabalho como "Femmes in Provincetown", a pedidos dos participantes.

## Instituto Human Outreach and Achievement
O instituto sem fins lucrativos Human Outreach and Achievement foi estabelecido em 1975 em Boston, por Ariadne Kane, com a ajuda de outras, como Sandy Mesics, como forma de conscientização aumentar a participação na conferência Fantasy Fair, além ser um centro de apoio e informação para membros trans, fomentando a compreensão da sexualidade humana, combatendo a ignorância e a desinformação. Através de programas como conferências, seminários informativos e workshops, dirigidos à profissões relevantes em áreas como educação, terapia, direito, enfermagem e serviços humanos. A primeira sessão de treinamento para profissionais ocorreu em março de 1977.
Também ofereceu programas especiais sobre questões de gênero e androginia. Muitos dos programas são dirigidos a comunidades de crossdressers, transexuais e andróginos. Além desses programas, o instituto publicou livros e panfletos com informações sobre masculinidade, travestismo, contextos socioculturais de crossdressing e resumos de simpósios sobre estudos de gênero e outros assuntos.
O Instituto também enviou boletins chamados Swan, que incluíam editoriais, cartas ao editor, recomendações de livros e recomendações de compras especificamente para a segurança e conforto das pessoas trans. Também havia seções sobre notícias de política, entrevistas, ofertas, chamadas para ajudar no programa de extensão.

## Real Life Experiences
A Real Life Experiences é uma corporação 401 sem fins lucrativos fundada em 2000 para servir como a organização-mãe da Feira de Fantasia. Em um banquete anual realizado na feira, a RLE apresenta o premio Virginia Prince Transgender Pioneer para um ou mais indivíduos que trabalharam desinteressadamente em nome da comunidade transgênero e não-conformista de gênero.